# Gornja Papratnica
Gornja Papratnica es un pueblo ubicado en la municipalidad de Kakanj, en el cantón de Zenica-Doboj, Bosnia y Herzegovina.

## Superficie
Posee una superficie de 6,38 kilómetros cuadrados.

## Demografía
Hasta 2013 la población era de 60 habitantes, con una densidad de población de 9,4 habitantes por kilómetro cuadrado.